# Climb Ev'ry Mountain
Pistes de The Sound Of Music (Original Broadway Cast)
So Long, Farewell No Way To Stop It
Climb Ev'ry Mountain est une chanson américaine composée par Richard Rodgers sur des paroles d'Oscar Hammerstein II pour la comédie musicale La Mélodie du bonheur (The Sound of Music). Créée  sur scène en 1959 par Patricia Neway (dans le rôle de la Mère supérieure) et présente sur l'album original de la production, cette version ne rentre pas dans le hit-parade, pas plus que celles de Tony Bennett et Andy Williams enregistrées dans la foulée. 
Recevant huit Tony Awards en 1960, La Mélodie du bonheur est recréée à Londres dans le West End en 1961, mais la version de Climb Ev'ry Mountain par Constance Shacklock ne se classe toujours pas dans les charts. Il faut attendre le single de Shirley Bassey qui reste 16 semaines au UK Singles Chart, y atteignant le no 1, pour que Climb Ev'ry Mountain devienne un standard.

## Versions

### Singlede Shirley Bassey
Singles de Shirley Bassey
You'll Never Know
(1961) I'll Get By
(1961)
Enregistrée par :
- Ronnie Aldrich (instrumental)

- Shirley Bassey
- Madeline Bell
- Tony Bennett
- James Blackwood
- June Bronhill
- Heidi Brunner
- Gary Burton (instrumental)
- Eddie Cano (instrumental)
- Patti Cohenour
- Ray Conniff
- Kim Criswell
- Margareta Dalhamn
- Sammy Davis Jr.
- Plácido Domingo
- Billy Eckstine
- Percy Faith (instrumental)
- The Fleetwoods
- Myron Floren (instrumental)
- The Four Tops
- Lesley Garrett
- Eydie Gormé
- Eilene Hannan
- Coleman Hawkins (instrumental)
- The Hi-Lo's
- Al Hibbler
- David Hughes
- Betty Johnson
- The Lettermen
- Guy Lafitte (instrumental)
- Fred Lipsius (instrumental)
- Geoff Love (instrumental)
- Mantovani (instrumental)
- Giovanni Marradi (instrumental)
- Dwike Mitchell et Willie Ruff (instrumental)
- Margaret Preece
- Rosina Raisbeck
- Edmundo Ros (instrumental)
- Sandler and Young
- Rhoda Scott
- Harry Secombe
- Constance Shacklock
- Don Shirley (instrumental)
- Gabriele Sima
- Kate Smith
- Paul Smith (instrumental)
- Spring Heel Jack (instrumental)
- Dorothy Squires
- Ulrike Steinsky
- The Three Sounds (instrumental)
- Dickie Valentine
- Lawrence Welk (instrumental)
- Andy Williams
- Peggy Wood

Sources : (en) « Climb Ev'ry Mountain », sur allmusic.com (consulté le 31 décembre 2009), (en) « Climb Ev'ry Mountain », sur Billboard (consulté le 31 décembre 2009)